# EIF4H
El factor de iniciación de la traducción eucariota 4H es una proteína que en humanos está codificada por el gen EIF4H.
Este gen codifica uno de los factores de iniciación de la traducción, que funcionan para estimular el inicio de la síntesis de proteínas al nivel de utilización del mRNA. Este gen se elimina en el síndrome de Williams, un trastorno del desarrollo multisistémico causado por la eliminación de genes contiguos en 7q11.23. El empalme alternativo de este gen genera 2 variantes de transcripción.
EIF4H parece análogo a drr-2 en C. elegans que regula la vía mTOR y afecta la longevidad.